# Venusberg (Sachsen)
Venusberg är en tidigare Gemeinde i Erzgebirgskreis i Sachsen, Tyskland. Här bodde år 2005 ungefär 2 350 människor.
Orten nämns för första gången 1414 som Fenichbergk.